# ピラトゥス山の竜伝承

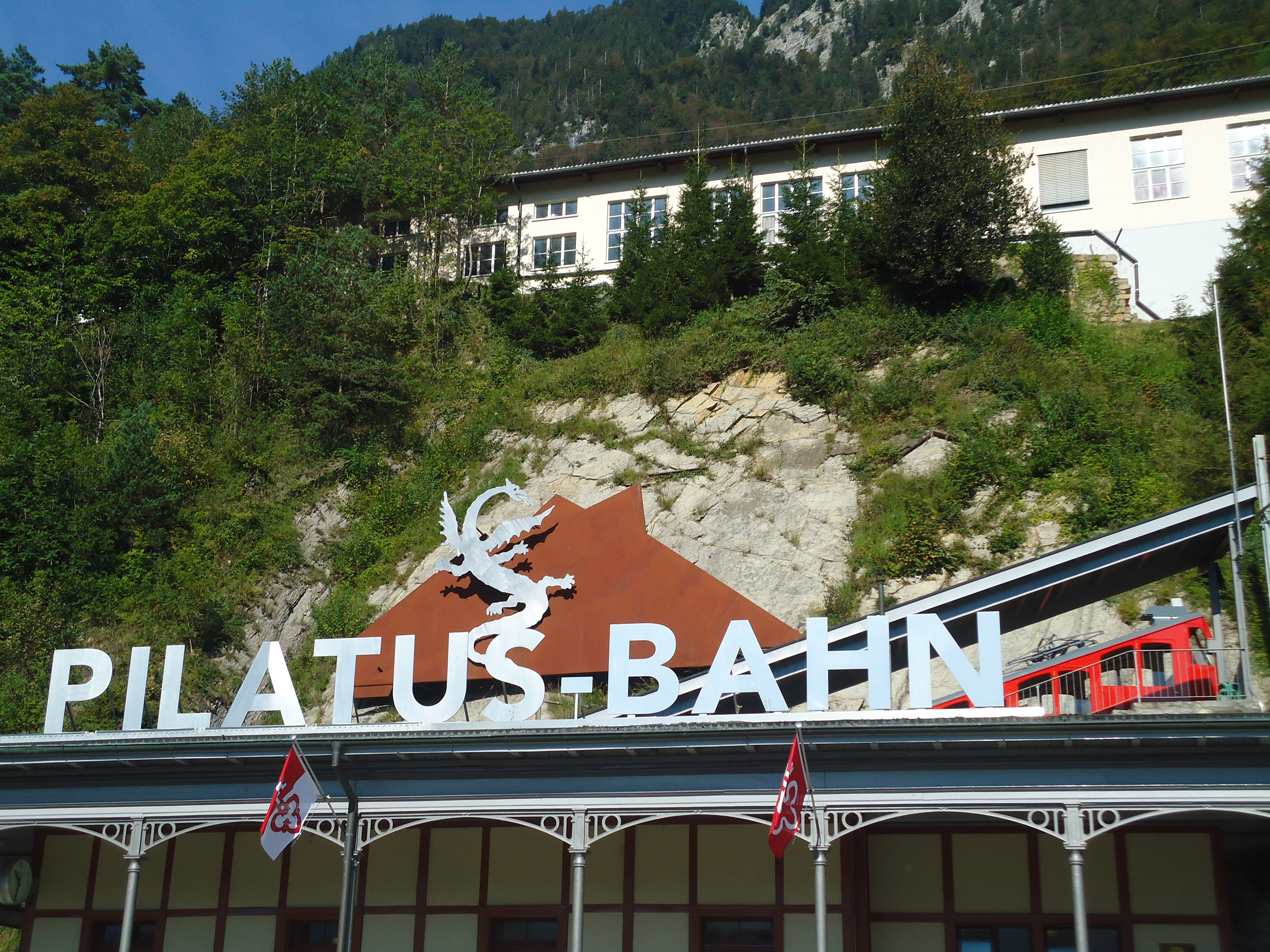
ピラトゥス鉄道のシンボルは竜

ピラトゥス山の竜伝承（ピラトゥスさんのりゅうでんしょう、英: The Pilatus mountain dragon legends）はスイス中部にあるピラトゥス山の伝承群である。

## 解説
伝承のうち、主なものがふたつ存在する。
ひとつは、人間ほどの小さなドラゴンであるにもかかわらず、凶暴で火を吐きまくり、家々に火を放ち、家畜を虐殺したという伝承である。そのドラゴンの血は猛毒で触れただけで死ぬという。
もうひとつの伝承では、晩秋に雪山で穴から落ちた人がいた。人が落ちた場所は竜の巣であった。遭難者は竜を見て死を覚悟したといわれているが、竜は遭難者を丁寧に扱い、なんと竜が石をなめるとミルクが出るという「月のミルク」なるものを人にも与えて遭難者の命を凌ぎ、かつ自分の体を使って彼を暖めて越冬したという。春になって遭難者を背中（尻尾という話もある）に載せて崖から下山させ、村まで連れて行ったという。
ピラトゥス山にはこうした竜伝承が多数あり、このためピラトゥス鉄道のシンボルマークは竜となっている。また、ピラトゥス山の竜伝承を元に吹奏楽曲も発表されている。